# 설유 (고구려)
설유(薛儒, ?~?)는 고구려의 관료이다.

## 생애
74년 겨울 10월에 고구려 태조대왕의 명에 따라 당시 환나부(桓那部)의 패자(沛者)였던 그는 보내 주나를 정벌하고 왕자 을음(乙音)을 사로잡았다. 그가 이끈 군대는 환나부의 군대이며 환나부 형성에 주도적인 역할을 했던 인물로 추정된다.